# Мелконян Монте Чарльзович
Монте Чарльзович Мелконян («Аво») (вірм. Մոնթե Մելքոնյան, 25 листопада 1957 — 12 червня 1993) — вірменський військовий діяч, колишній керівник організації АСАЛА (ASALA-RM), учасник громадянської війни в Лівані, у Вірменії Монте Мелконян визнаний героєм Карабаської війни та вважається одним з найяскравіших, найталановитіших і найдосвідченіших вірменських командирів під час Карабаського конфлікту.

## Біографія
Монте Мелконян народився 25 листопада 1957 року в місті Вісалія (штат Каліфорнія, США). Закінчив університет Берклі за фахом «археологія» та «історія Азії». Володів сімома мовами.
У 1978 році він прибув до Бейрута, і взяв участь в обороні вірменського кварталу від сил фалангістів. Мелконян був членом вірменського ополчення в Бурдж-Хамуді протягом двох років і брав участь у вуличних боях з фалангістам. Навесні 1980 року він вступив в АСАЛА, пройшов військову підготовку. Мелконян здійснював операції в Римі, Афінах, та інших місцях, і допомагав планувати і готувати бойовиків для здійснення Операції Ван у вересні 1981 року, під час якої четверо вірмен захопили турецьке посольство в Парижі. У листопаді 1985 року Мелконян був арештований в Парижі і засуджений до 6 років тюремного ув'язнення за незаконне зберігання зброї та підробку документів. На початку 1989 року він був звільнений і висланий у Південний Ємен.
У 1990 прибуває до Карабаху, бере участь у боях за Бузлух, Манашид, Еркедж. Стає командиром Корнідзорського загону. У 1992 році при спробі взяти село Мачкалашен (південні ворота в Карабах), азербайджанська армія зіткнулася із загоном Монте, після чого загроза Арцаху з півдня була ліквідована. Весь наступний рік Монте бився, обороняючи Мартунинський район. Завдяки його досягненням, Мартунинський район не віддав «ні сантиметра своєї землі», як висловлювався сам Аво. Своїм героїзмом і патріотизмом він завоював всенародну любов і повагу.
Загинув у бою 12 червня 1993 року.

## Нагороди
- Посмертно удостоєний найвищого звання НКР «Герой Арцаха».
- 20 вересня 1996 року удостоєний вищого звання Республіки Вірменії — Національний Герой Вірменії.[4]

## Пам'ять
На честь Монте Мелконяна названо військову частину ЗС Вірменії, університет і школу в місті Єревані, міст, благодійний фонд.

## Цікавий факт
Майже в кожному будинку Мартунинського району Нагірно-Карабаської Республіки на стінах є принаймні один портрет Монте Мелконяна, оскільки завдяки йому район відносно спокійно, в порівнянні з іншими районами пережив війну.